# Masta (Stavelot)
Pour les articles homonymes, voir Masta.
Masta est un hameau des Ardennes belges faisant partie de la commune et ville de Stavelot, dans la province de Liège en Région wallonne.
Avant la fusion des communes de 1977, Masta faisait partie déjà de la commune de Stavelot.

## Situation
Ce hameau ardennais se situe sur la rive gauche du Ru Stave, un petit affluent de l'Eau Rouge, serpentant à travers les prairies. Masta se trouve entre les villes de Stavelot et Malmedy le long et à proximité de la route nationale 68. Il est aussi traversé par le RAVeL empruntant l'ancienne ligne 45.
Il avoisine les petits hameaux de Mista, Binsta et Hausta ainsi que le monastère de Wavreumont situés sur le plateau au sud et à l'est. Les hameaux de Cheneux et Rivage sont respectivement situés plus au nord et à l'ouest sur la rive opposée du Ru Stave.

## Histoire
Masta était traversé par l'ancien tracé du circuit de Spa-Francorchamps. La route épousant deux virages successifs à hauteur du hameau est encore aujourd'hui appelée le "S de Masta".
La ligne de chemin de fer 45, dont la section de Stavelot à Malmédy est mise en service en janvier 1914 comportait une gare à Masta. Après l'arrêt du service des trains de voyageurs en 1959, le bâtiment de la gare est détruit en 1974 ne laissant aucun vestige.

## Activités
En outre, Masta possède une friterie et une salle des fêtes.